# بعثة راماكريشنا
بعثة راماكريشنا (البنغالية: রামকৃষ্ণ মিশন) هي منظمة دينية هندية تشكل نواة لحركة روحية في جميع أنحاء العالم المعروفة باسم حركة راماكريشنا أو حركة فيدانتا. البعثة هي، منظمة تطوعية خيرية أسسها الرئيس تلميذ راماكريشنا وفيفيكاناندا في 1 مايو 1897. البعثة تجري أعمال واسعة في مجال الرعاية الصحية والإغاثة من الكوارث، وإدارة الريفية، والرعاية الاجتماعية القبلية، والتعليم الابتدائي والتعليم العالي والثقافة. ويستخدم تضافر جهود المئات من الرهبان أمر والآلاف من رب التلاميذ. بعثة تعتمد في عملها على مبادئ الكارما يوغا.
البعثة، التي يقع مقرها الرئيسي بالقرب من كولكاتا في بيلور الرياضيات في هوراه، ولاية البنغال الغربية، يشترك في الفلسفة الهندوسية القديمة من فيدانتا. وهي مرتبطة مع المنظمة الرهبانية راماكريشنا الرياضيات، تشترك معه أعضاء.

## إدارة
ويدار راماكريشنا الرياضيات من قبل مجلس إدارة منتخبة ديمقراطيا الأمناء. من بينهم أمناء انتخاب الرئيس ونواب الرئيس، الأمين العام، الأمناء المساعدين وأمين الصندوق. لتأكيد انتخاب الرئيس ونواب الرئيس والأمين العام، والرأي من الرهبان من عشرين عاما يقف وسعى واتخاذها.
إدارة البعثة راماكريشنا من قبل مجلس الإدارة، الذي يتكون من أمناء راماكريشنا الرياضيات. مقر راماكريشنا الرياضيات في بيلور (المعروف شعبيا باسم بيلور الرياضيات) أيضا بمثابة مقر بعثة راماكريشنا. ويدير مركز فرع راماكريشنا الرياضيات من قبل فريق من الرهبان نشرها من قبل أمناء بقيادة الراهب الرأس مع عنوان Adhyaksha. يخضع مركز فرع من بعثة راماكريشنا من قبل لجنة إدارة تتألف من الرهبان ووضع الأشخاص المعينين من قبل مجلس إدارة بعثة راماكريشنا مهامها كرئيس تنفيذي الأمين.
جميع الرهبان وسام راماكريشنا تشكل قاعدة الديمقراطية للإدارة. تم عقد اجتماع ممثلة لجميع الرهبان كل ثلاث سنوات عندما تمت الموافقة على تقرير عن أنشطة المنظمة وحسابات مرت والتوجيه سعى لمزيد من التطوير.
يضع هذا المؤتمر ختم موافقتها على القرارات التي اتخذها مجلس الأمناء المنتخبين من قبلهم ويعطي توجيهات السياسة العامة.
نطاق الإدارة يتبع القواعد التفصيلية التي أدلى بها سوامي فيفيكاناندا عندما كان الرئيس العام لبعثة راماكريشنا بعد رأى الاخوة الرهبانية التي ينبغي أن تكون هناك قواعد محددة لعمل بعثة راماكريشنا (كما هو معروف حركة راماكريشنا شيوعا). وقد أملت هذه القواعد سوامي فيفيكاناندا لسوامي Suddhananda، بين 1898-1899، وتم قبوله إجماع رأي جميع الرهبان بعثة راماكريشنا ذلك الحين، تتألف من جميع تلاميذ راماكريشنا انكا وتلاميذهم. في وقت لاحق للتأكيد قانوني واضح ورسمي من هذه القواعد، وقد سجلت سند الثقة من قبل سوامي فيفيكاناندا والعديد من التلاميذ الآخرين سري راماكريشنا، خلال 1899-1901.

## شعار ومبادئ
الأهداف والمثل العليا البعثة هي روحية بحتة والإنسانية وليس لديها اتصال مع السياسة. فيفيكانادا أعلنت «التنازل والخدمة» كما المثل الوطنية ذات شقين الهند الحديثة وعمل البعثة تسعى لممارسة الوعظ وهذه المثل. وتستند أنشطة الخدمات على رسالة من «جيفا هو شيفا» من راماكريشنا وفيفيكاناندا في رسالة من «Daridra نارايانا» للإشارة إلى أن خدمة الفقراء هي خدمة لله. مبادئ الأوبنشاد واليوغا في غيتا غيتا تفسيرها في ضوء راماكريشنا في الحياة وتعاليم هي المصدر الرئيسي للإلهام للبعثة. يتم تقديم أنشطة خدمة تتطلع على كل مظهر حقيقي كما الإلهية. شعار المنظمة هو Atmano Mokshartham Jagad-hitaya تشا. ترجم من اللغة السنسكريتية आत्मनॊ मोक्षार्थम् जगद्धिताय च وهو ما يعني للخلاص المرء، ولما فيه خير العالم.

## رهبانية
بعد وفاة راما كريشنا في عام 1886 نظمت له الشباب التلاميذ أنفسهم في رهبانية جديدة. الدير الأصلي في Baranagar المعروفة باسم نقلت Baranagar الرياضيات في وقت لاحق إلى منطقة Alambazar المجاورة في عام 1892، ثم إلى Nilambar موخرجي في حديقة البيت، جنوب الحالي بيلور الرياضيات في عام 1898 واخيرا قبل تحول في يناير 1899 إلى مؤامرة المكتسبة حديثا من الأراضي في بيلور في منطقة حوراء من قبل فيفيكانادا. هذا الدير، والمعروفة باسم بيلور الرياضيات، بمثابة البيت الأم لجميع الرهبان وسام الذين يعيشون في مراكز فرع مختلفة من الرياضيات و / أو البعثة في أجزاء مختلفة من الهند والعالم.
يخضع جميع أعضاء وسام التدريب والتنسيق (Sannyasa) في بيلور الرياضيات. يتم التعامل مرشح للحياة الرهبانية كما ما قبل متمرن خلال السنة الأولى من إقامته في أي مركز، ونتيجة لمتمرن خلال السنوات الأربع المقبلة. في نهاية هذه الفترة انه رسامة إلى العزوبة (Brahmacharya) ويتم إعطاء بعض الوعود (Pratijna)، وأهمها هي العفة، ونبذ والخدمة. بعد فترة أخرى مدتها أربع سنوات، إذا وجدت مناسبا، ورسامة انه في (Sannyasa) ونظرا للمغرة (gerua) لارتداء الملابس.
مسألة التصويت في الانتخابات الهندى راماكريشنا بعثة الرهبان: تقريبا 95٪ من الرهبان تملك بطاقات هوية الناخبين. من أجل تحديد وخاصة بالنسبة للسفر، يضطر نحو 95 في المائة من الرهبان للحصول على بطاقة هوية الناخبين. ولكنها تستخدم فقط لغرض تحديد الهوية وليس من أجل التصويت. بعثة، وكان، مع ذلك، دعمت حركة الحرية، مع قسم من الرهبان الحفاظ على علاقات وثيقة مع المقاتلين من أجل الحرية من مختلف المخيمات. وقد انضم عدد من الثوريين السياسية في وقت لاحق وسام راماكريشنا. كأفراد قد يكون الرهبان RKM الآراء السياسية ولكن هذه لا يعني أن تناقش في العلن.

## تصميم شعار
المياه المتموجة في الصورة هي رمزية من الكرمة. لوتس، من بهاكتى. و-شروق الشمس، من جنانا. الثعبان تطويق يدل على اليوغا والكونداليني شاكتي استيقظ، في حين أن بجعة في الصورة لتقف على Paramatman (العليا الذات). ولذلك، فإن فكرة الصورة هي أنه من خلال اتحاد الكرمة، جنانا، بهاكتى واليوغا، يتم الحصول على رؤية Paramatman.

## الأنشطة
العمال الرئيسي لمهمة هي الرهبان. وتغطي أنشطة البعثة في المجالات التالية،
- التعليم
- الرعاية الصحية
- الأنشطة الثقافية
- رفع الريف
- الرعاية الاجتماعية القبلية
- حركة الشباب الخ

بعثة ديها المستشفيات الخاصة والمستوصفات الخيرية والعيادات الأمومة وعيادات السل، والمستوصفات المتنقلة. كما يقيم مراكز تدريب للممرضين والممرضات. يتم تضمين دور الأيتام ودور المسنين في الحقل البعثة من الأنشطة، جنبا إلى جنب مع الرفاهية في المناطق الريفية والقبلية.
وقد أنشأت البعثة العديد من المؤسسات التعليمية الشهيرة في الهند، بعد أن الجامعة الخاصة والكليات ومراكز التدريب المهني والمدارس العالية والمدارس الابتدائية، معاهد تدريب المعلمين، وكذلك مدارس للمعاقين بصريا. كما شاركت في عمليات الإغاثة في حالات الكوارث أثناء المجاعة، الوباء، والحرائق والفيضانات والزلازل والأعاصير والاضطرابات الطائفية.
الأنشطة الدينية
البعثة هي منظمة غير طائفية وتتجاهل الفروق الطبقية.
وتشمل الأنشطة الدينية راماكريشنا ashrama في satsang وأراتي. يشمل Satsang المجتمعية الصلوات، والأغاني، والطقوس، والخطابات، والقراءة والتأمل. أراتي ينطوي على التلويح الاحتفالية من أضواء قبل صورا لألوهية شخص مقدس ويتم تنفيذ مرتين في day.Ramakrishna ashramas يلاحظ المهرجانات الهندوسية الرئيسية، بما في ذلك مها Shivarathri، راما Navami، كريشنا Asthami ودورغا بوجا. كما أنها تعطي مكانة خاصة لاعياد الميلاد من راماكريشنا، سارادا ديفي، سوامي فيفيكاناندا والتلاميذ الرهبانية أخرى من راماكريشنا. يحتفل 1 يناير كما KALPATARU اليوم.
من المعروف أن الرياضيات ومهمة من أجل التسامح الديني واحترام الأديان الأخرى. بين أقرب للقواعد التي تضعها سوامي فيفيكاناندا بالنسبة لهم كان، «وينبغي إيلاء الاحترام الواجب والخشوع لجميع الأديان، وجميع الدعاة، والآلهة يعبد في جميع الأديان.» القبول والتسامح لجميع الأديان هو واحد من المثل العليا للراماكريشنا الرياضيات والبعثة. جنبا إلى جنب مع المهرجانات الهندوسية الرئيسية، كما لوحظ عشية عيد الميلاد وعيد ميلاد بوذا أتقياء

## الجوائز والتنويهات سعادة
- بهاجوان جائزة مؤسسة Mahavir و (1996).
- الدكتور الجائزة الوطنية أمبيدكار (1996).
- الدكتور Bhawar سينغ بورت جائزة الخدمة القبلية (1997-1998).
- في عام 1998 حصل على بعثة المرموقة جائزة غاندي للسلام الحكومة الهندية.
- شهيد فير جائزة سينغ نارايان (2001).
- حزب العمال. جائزة شوكلا Ravishankar (2002).
- جائزة وطنية الطائفية الوئام (2005).
- وقد تم اختيار بعثة راماكريشنا لذكر الفخري لجائزة اليونسكو مادانجيت سينغ لتعزيز التسامح واللاعنف عام [2002]

تم اختيار راماكريشنا بعثة Ashrama من Narainpur تشهاتيسجاره بشكل مشترك لجائزة أنديرا غاندي 25 للتكامل الوطني لعام 2009 مع الموسيقار A.R.Rehman لخدماتهم في تعزيز والحفاظ على الاندماج الوطني.
في خطاب ألقاه في عام 1993، فيديريكو مايور، المدير العام لليونسكو، قائلا:
أذهلني حقا من التشابه من الدستور بعثة راماكريشنا الذي أنشأ فيفيكانادا في وقت مبكر من 1897 مع أن اليونسكو وضعت في عام 1945. كل مكان للإنسان في المركز لجهودهم الرامية إلى تحقيق التنمية. كلا التسامح مكان في الجزء العلوي من جدول الأعمال لبناء السلام والديمقراطية. كل من يتعرف على مجموعة متنوعة من الثقافات والمجتمعات البشرية باعتبارها جانبا أساسيا من جوانب التراث المشترك.

## رؤساء راماكريشنا الرياضيات وبعثة راماكريشنا
سوامي فيفيكاناندا (1897 -1901) (الرئيس العام)
من 1901 تم إسقاط مصطلح «الرئيس العام» واعتمد مصطلح 'الرئيس'
1. سوامي برمهانندا (1901-1922)
2. سوامي Shivananda (1922-1934)
3. سوامي Akhandananda (1934-1937)
4. سوامي Vijnanananda (1937-1938)
5. سوامي Shuddhananda (1938-1938)
6. سوامي Virajananda (1938-1951)
7. سوامي Shankarananda (1951-1962)
8. سوامي Vishuddhananda (1962-1962)
9. سوامي Madhavananda (1962-1965)
10. سوامي Vireshwarananda (1966-1985)
11. سوامي Gambhirananda (1985-1988)
12. سوامي Bhuteshananda (1989-1998)
13. سوامي Ranganathananda (1998-2005)
14. سوامي Gahanananda (2005-2007)
15. سوامي Atmasthananda (2007-)

## وصلات خارجية
- الموقع الرسمي